# 丁瑞圖
丁瑞圖（1894年9月24日—1944年），祖籍福建泉州晉江，台灣彰化鹿港人。鹿港公學校畢業。

## 生平
丁瑞圖生於光緒二十年八月二十五日（1894年9月24日），係家中長子，進士丁壽泉之長孫。翌年爆發乙未戰爭，丁家舉家內渡晉江陳棣原籍避難，10歲時其父於唐山去世，待戰亂平息後，隨寡母蔡槎及弟瑞彬、瑞魚、瑞鉠等4人重回鹿港定居。
1912年，入大和製糖株式會社農務係勤務，1920年解職。轉投彰化街役場臨時雇員，1922年升為正職雇員。
1928年，由雇員升為書記，1930年卸任。後專心於鹿港之政經活動。
1933年，任鹿港製鹽會社專務取締役，翌年獲選為鹿港商工會外交部長，後升任副會長。
1944年，去世，年五十一。

## 家族
祖父為進士丁壽泉，父親是生員丁寶光。